# National Association of Evangelicals
A National Association of Evangelicals (NAE) (em português:  Associação Nacional de Evangélicos) é uma aliança de denominações, igrejas, cristãos independentes e organizações evangélicas estadunidenses. Seu objetivo é de unir e representar os evangélicos nos Estados Unidos. Atua principalmente nas seguintes áreas: Igreja & fé, Relações Governamentais, e assistência humanitária mundial. A NAE é membro da Aliança Evangélica Mundial (WEA).
A declaração de missão da associação é "Honrar a Deus através da união e representar os cristãos evangélicos".

## História
A Associação Nacional de Evangélicos (NAE) foi constituída por um grupo de 147 pessoas que se reuniram em St. Louis no Missouri, em abril 07 de abril de 1942. A Controvérsia Fundamentalista-Modernista ocorrida na Igreja Presbiteriana dos Estados Unidos, e o consequente isolamento de várias denominações evangélicas e líderes deu impulso para o desenvolvimento da organização.

## Visão geral
Há mais de 40 denominações que representam cerca de 45 mil igrejas na organização. A organização está sediada em Washington DC. O atual presidente é Leith Anderson, eleito em 7 de novembro de 2006.